# Lin Yu-ting
Dans ce nom chinois, le nom de famille, Lin, précède le nom personnel Yu-ting.
Lin Yu-ting (chinois traditionnel : 林郁婷 ; pinyin : Lín Yùtíng), née le 13 décembre 1995 à Nouveau Taipei, est une boxeuse taïwanaise  championne olympique des moins de 57 kg.

## Carrière
Lin remporte une médaille d'or aux Championnats du monde féminins de boxe amateur 2018 dans la catégorie des poids coqs, et le bronze aux Championnats du monde féminins de boxe amateur 2019 dans la catégorie des poids plumes.
Elle participe aux Jeux olympiques de Tokyo en 2021.
Elle remporte la médaille de bronze aux Championnats du monde féminins de boxe amateur 2023, face à la Bulgare Svetlana Staneva (en). Elle est cependant disqualifiée par l'association internationale de boxe (IBA) pour avoir échoué à un test visant à prouver son genre, tout comme la boxeuse algérienne Imane Khelif lors du même évènement. La médaille de bronze est cependant attribuée à son adversaire Svetlana Staneva. La validité des tests menés par l'IBA, organisation controversée, est critiquée. En août 2024, le Comité international olympique (CIO) explique que les tests de genre effectués par l'IBA manquent de crédibilité.

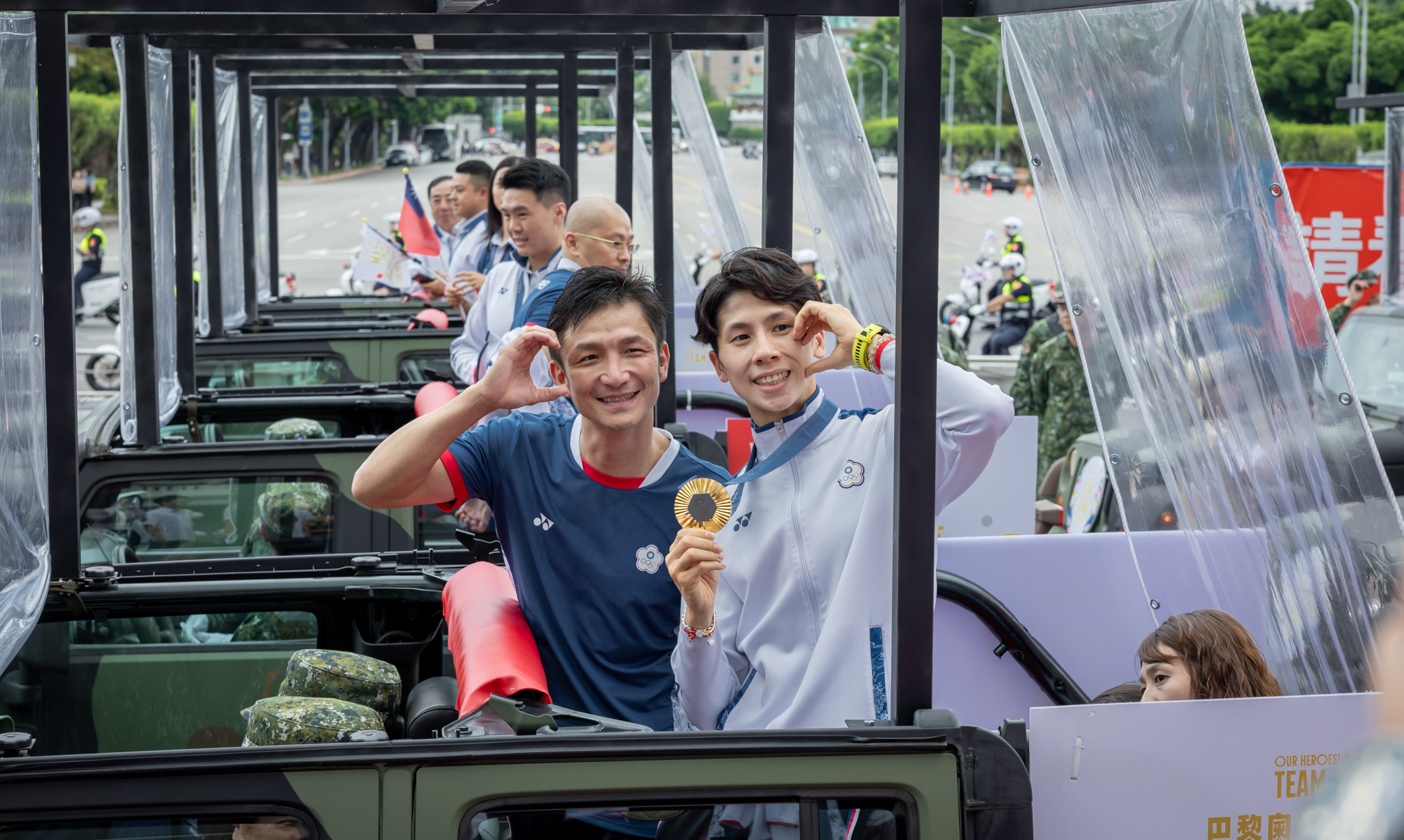
Lin Yu-ting et son entraîneur Tseng Tzu-chiang, lors de la cérémonie de célébration des athlètes olympiques tenue à Taipei en 2024.

Lin participe aux épreuves féminines de boxe aux Jeux olympiques de Paris en 2024, le président du CIO indiquant qu'il n'y a aucun doute quant au fait qu'elle et Imane Khelif sont bien des femmes. Elles font cependant toutes deux l'objet d'une campagne de haine sur les réseaux sociaux, et d'attaques sur leur genre. Elle y bat à nouveau la Bulgare Svetlana Staneva (en) en quart de finale, avant de devenir championne olympique des moins de 57 kg en battant la polonaise Julia Szeremeta, avec un score de cinq à zéro.

## Palmarès

### Jeux olympiques
| Date | Compétition     | Lieu  | Rang | Catégorie    |
| ---- | --------------- | ----- | ---- | ------------ |
| 2024 | Jeux olympiques | Paris | 1re  | Poids plumes |

### Championnat du monde féminins de boxe
| Année | Compétition          | Rang | Catégorie    |
| ----- | -------------------- | ---- | ------------ |
| 2018  | Championnat du monde | 1re  | Poids coqs   |
| 2019  | Championnat du monde | 3e   | Poids plumes |